# Komendanci główni Związku Strzeleckiego
Komendanci główni Związku Strzeleckiego – lista przedstawiająca osoby piastujące stanowisko komendanta głównego w organizacjach strzeleckich od roku 1910 do czasów współczesnych.

## Okres 1910-1914
Wiosną 1910 roku, we Lwowie utworzono legalną organizację paramilitarną – Związek Strzelecki. Na czele organizacji stanął prezes – początkowo Władysław Sikorski, później Bronisław Laskownicki. Pod koniec tego samego roku w Krakowie utworzono drugą organizację strzelecką – Towarzystwo Sportowo-Gimnastyczne „Strzelec”. Na czele tej organizacji również w randze prezesa w roku 1911 stanął Włodzimierz Tetmajer.
Dążąc do zjednoczenia organizacji strzeleckich chciano stworzyć wspólne dowództwo. Do połowy 1912 roku tę funkcję spełniał Wydział ZWC.
W połowie 1912 roku w miejsce wcześniejszego Wydziału ZWC utworzono stanowisko Komendanta Głównego Związku Strzeleckiego stojącego na czele Komendy Głównej Związku Strzeleckiego. Komendant wybierany był na roczną kadencję przez Radę Główną ZWC tworzoną przez absolwentów wyższego kursu oficerskiego.
W latach 1912–1914 stanowisko komendanta głównego ZS pełnił Józef Piłsudski.

## Okres 1919-1939
Związek Strzelecki reaktywowano w roku 1919. Organizacja za swój cel wzięła przygotowanie do służby wojskowej młodzieży, przede wszystkim pochodzącej z obszarów wiejskich i małych miast. Chciano w ten sposób odciążyć wojsko, a także skrócić czas obowiązkowej służby wojskowej. Ze względu na swoje zadania Związek Strzelecki ściśle współpracował z wojskiem. Na czele organizacji stanęło Prezydium Zarządu Głównego ZS kierowane przez Wacława Sieroszewskiego. Była to władza tymczasowa do czasu wyboru na Walnym Zjeździe Delegatów ZS właściwych władz. W lipcu 1920 roku z uwagi na zbliżającą się do Warszawy Armię Czerwoną zawieszono działalność organizacji. Strzelców skierowano do Wojska Polskiego, gdzie zasilili szeregi armii regularnej, ochotniczej, a także oddziałów specjalnych. Ponowną działalność rozpoczęto pod koniec sierpnia 1920 roku
Oprócz Zarządu Głównego ZS władzę naczelną w organizacji sprawowała Komenda Główna ZS wraz z Komendantem Głównym ZS. Komendanta oraz Komendę na wniosek władz Związku Strzeleckiego mianował Minister Spraw Wojskowych.
| Zdjęcie | stopień wojskowy, imię i nazwisko | Okres urzędowania |
| ------- | --------------------------------- | ----------------- |
|         | kpt. Władysław Malski             | 1919–1923         |
|         | mjr Kazimierz Kierzkowski         | 1923–1929         |
|         | gen. bryg. Władysław Jaxa-Rożen   | 1929–1931         |
|         | płk Władysław Rusin               | 1931-1934         |
|         | płk Marian Frydrych               | 1934–1938         |
|         | płk Józef Tunguz-Zawiślak         | 1938–1939         |

## Okres po 1989

### Związek Strzelecki „Strzelec” OSW
W roku 1990 z inspiracji Departamentu Społeczno-Wychowawczego MON utworzono organizację o nazwie „Strzelec” – Organizacja Społeczno-Wychowawcza. Wkrótce doszło do zjednoczenia nowej organizacji z kilkoma innymi organizacjami strzeleckimi. Patronat nad tym zjednoczeniem objął ówczesny wiceminister MON d.s. Wychowania Romuald Szeremietiew. Wobec tego na I Walnym Zjeździe Delegatów, który odbył się 1 marca 1991 roku zatwierdzono pierwszy statut i wybrano władze. Zjednoczona organizacja otrzymała nazwę: Związek Strzelecki „Strzelec” Organizacja Społeczno-Wychowawcza.
Zgodnie ze statutem organizacji naczelną władzą w Związku jest Walny Zjazd Delegatów. Wybiera on na kadencję 3-letnią Naczelną Radę Strzelecką (Zarząd), Komendanta Głównego ZS (Przewodniczący Naczelnej Rady Strzeleckiej), Komisję Rewizyjną oraz Strzelecki Sąd Honorowy.
Komendanci Główni ZS „Strzelec” OSW:
- bryg. ZS Wiesław Gęsicki (1992–1994)
- bryg. ZS Michał Wnuk (1994–1995)
- płk WP Ryszard Więch (1995–1998)
- bryg. ZS Robert Lipka (1998–2001)
- płk WP Grzegorz Rowiński (2001–2002)
- st. insp. ZS Jan Józef Kasprzyk (2002–2008)
- mł. insp. ZS Janusz Cisek (2008–2012)
- insp. ZS Marcin Waszczuk (2013–2016)
- bryg. ZS Sławomir Szczerkowski (od 2016)

### Związek Strzelecki
W roku 1994 w wyniku rozłamu w Związku Strzeleckim „Strzelec” utworzono organizację Związek Strzelecki z siedzibą w Radomiu.
Komendanci Związku Strzeleckiego:
- Leszek Marcinkiewicz (1994–2002)
- Dariusz Nowiński (2002–2007)
- Grzegorz Filipek (2007–2009)
- Roman Burek (2009–2012)
- Dariusz Nowiński (2012)
- Roman Burek (od 2012)